# شوگو تسوکادا
شوگو تسوکادا (انگلیسی: Shogo Tsukada؛ زادهٔ ۲ مهٔ ۱۹۹۳) بازیکن فوتبال اهل ژاپن است.